# Timan
Timan este o arie protejată (arie specială de conservare — SAC, sit de importanță comunitară — SCI) din Suedia întinsă pe o suprafață de 6,2 ha, integral pe uscat.

## Localizare
Centrul sitului Timan este situat la coordonatele 55°53′08″N 13°48′48″E / 55.8856°N 13.8134°E.

## Înființare
Situl Timan a fost declarat sit de importanță comunitară în noiembrie 2003 pentru a proteja un număr necunoscut de specii din flora spontană și fauna sălbatică aflate în arealul zonei. Situl a fost protejat și ca arie specială de conservare în martie 2011.

## Biodiversitate
Situată în ecoregiunea continentală, aria protejată conține 1 habitat natural: Păduri de fag Luzulo-Fagetum.
La baza desemnării sitului se află un număr nedeclarat de specii protejate.